# Érvelési térkép
Az érvelési térkép az érvelés szerkezetének grafikus ábrázolása. Számokból és nyilakból álló diagram, amelyen a számok az érvelést alkotó állításokat, a nyilak pedig ezek viszonyát jelölik. Leggyakrabban az informális logika területén használják.

## Történet
A módszer története az 1826-os évekre nyúlik vissza, amikor Richard Whatley Elements of Logic (A logika alapjai) című könyvében megjelent egy érvelés általános ábrázolása. A XX. század elején John Henry Wigmore tett javaslatot egy kidolgozott ábrázolási módszer használatára a törvényszéki tárgyalások során a bizonyítékok elemzésére. Ez a technika Wigmore diagram néven vált ismertté. Stephen Toulmin 1958-ban az érvek logikai struktúráját elemezve előállt egy grafikai érvelési modellel, amely erősen befolyásolta a későbbi érvelési elméleteket és azok alkalmazását. 1998-ban Robert E. Horn, amerikai politikatudós tekintélyes mennyiségű ilyen jellegű térképet készített, ami felkeltette a módszer iránti érdeklődést. Horn módszere az információk térképezése, ami az adatok osztályozását jelenti a megértés megkönnyítése érdekében. 1999-ben egyre több olyan neves folyóirat kezdett foglalkozni a témával, mint a New Scientist, a Lingua Franca és a Philozopher’s Magazin. Ma az érvelési térképeket világszerte alkalmazzák felsőoktatási intézményekben érvelés vagy kritikai gondolkodás oktatásának céljából.

## Magyarázat és példák
Az érvelések állításokból állnak. Egy állítás egyszerre szerepelhet egy érvelés konklúziójaként és egy másikat alátámasztó premisszaként. Összetett érvelésnek nevezzük azokat az érveléseket, amelyekben a következtetések láncszerűen egymásba kapcsolódnak. Az egymásba kapcsolódó részeket részérveléseknek. Hosszabb szövegekben, cikkekben, könyvekben, beszédekben szinte csak összetett érvelésekkel találkozunk. Ezek logikai szerkezete nehezen átlátható, az egyes állítások bonyolult logikai kapcsolatban állnak egymással. Megfelelő jelöléstechnikák alkalmazásával átláthatóbbá válnak ezek a viszonyok.
Az érvelési térkép készítése két lépésből áll:
1., A szöveg olvasása közben a releváns állításokat aláhúzzuk és beszámozzuk
2., A számokkal térképet rajzolunk úgy, hogy az összetartozó premisszákat vízszintesen, a konklúziókat függőlegesen kötjük össze. A független érvek külön ágon vannak.
Ezzel tulajdonképpen rekonstruáljuk az állítások logikai kapcsolatát. Az érvelési térkép készítése nem csak a rekonstrukcióhoz hasznos, hanem a szerző számára is megkönnyíti saját álláspontja átlátását. Nemcsak a konklúziót vagy az álláspontot érdemes világosan kimondani, jól elkülönítve az érvektől, hanem ajánlatos világossá tenni a konklúziót alátámasztó érvek számát és egymáshoz való viszonyát. Gyakran maga az érvelő sincs tisztában erős érveinek számával és azok egymáshoz való viszonyával, ami súlyos hiba. Fontos, hogy átlássa saját argumentációjának szerkezetét. Kevésbé támadható, ha mégis támadás éri, tudatosabban tud védekezni.
Az ábrán a különböző típusú kapcsolatokat különbözőképpen jelöljük.
A független premisszák esetében mindegyik premissza önmagában, a többitől függetlenül támasztja alá a konklúziót. Ezt látjuk az alábbi példában és az azt ábrázoló diagramon.
(1) Nem érdemes innen pizzát rendelni, mert (2) nem finom, (3) sokat kell rá várni, és (4) nagyon drága.

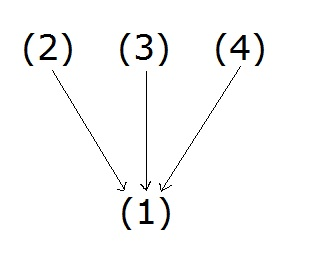

A csatolt/kapcsolt premisszák együttesen támasztják alá a konklúziót, önmagában egyik sem állná meg a helyét.
Példa:
(1) A szobatársam elköltözik. Következésképpen (2) nekem is el kell költöznöm. (3) Jelenleg éppen hogy ki tudom fizetni a bér rám eső részét.

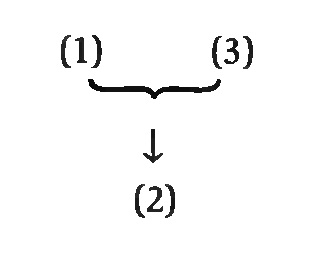

Itt az (1) és (3) állítások csak együtt indokolják a konklúziót, külön-külön egyik sem jelent érvet mellette. Az ilyen érveket kapcsos zárójellel kötjük össze, ezzel is jelezve, hogy szorosan összekapcsolódnak.
Nézzünk egy összetettebb példát:
(1) Minden altató kisebb adagban nyugtató (szedáló) hatású. (2) A szedált állapotban lévő ember érzékszerveinek működőképessége és reflexkészsége csökken, valamint szellemi tevékenysége is lelassul. Következik ebből, hogy (3) szedált ember nem vezethet autót, nem dolgozhat magasban vagy veszélyes munkahelyen, mert (4) mind saját, mind embertársai biztonságát kockáztatja.

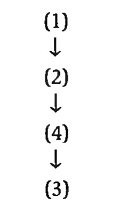

Ez az érvelés elemi, egy premisszából és egy konklúzióból álló érvelésekből épül fel. Az elemi következtetések függőleges mintát követve kapcsolódnak össze.
Az elemi következtetések vízszintesen is összekapcsolódhatnak, mint az alábbi példában:
(1) A hallgatók számára fontos az idegen nyelv. Azon kívül, hogy (2) képesek lesznek más emberekkel kommunikálni, (3) bepillantást nyerhetnek a különböző kultúrákba is. (4) A fogalomalkotásról is tanulhatnak, ha (5) látják, hogy azoknak a szavaknak a megfelelője, amelyek az egyik nyelvben hasonló dolgokat jelentenek a másikban. (6) Egyetlen diák órarendjéből sem hiányozhat az idegen nyelv, (7) még akkor sem, ha egyes intézményekben nem kötelező. (8) Neked is időt kell szakítanod az angolra.
Az érvelés logikai szerkezetét követő diagram a következőképpen néz ki:

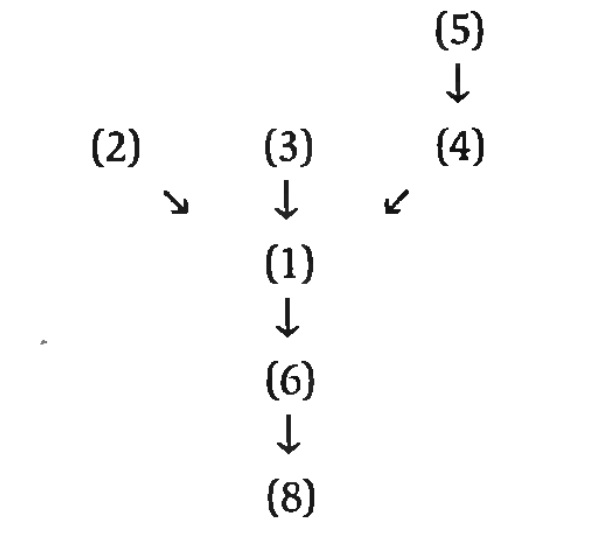

A diagram második és harmadik sorában egy vízszintes szerkezetű részérvelés látható, ahol három premissza (2), (3) és (4) egymástól függetlenül indokolja az (1) konklúziót, vagyis ezek független premisszák. A vízszintes szerkezet tehát azt jelenti, hogy egy vagy több premissza együtt támasztja alá a konklúziót. Figyelem! A (7) se nem premissza, se nem konklúzió.